# Eleutherodactylus simulans
Espèce
Statut de conservation UICN

 EN B1ab(iii) : En danger
Eleutherodactylus simulans est une espèce d'amphibiens de la famille des Eleutherodactylidae.

## Répartition
Cette espèce est endémique de Cuba. Elle se rencontre dans les provinces Holguin et de Guantánamo jusqu'à 200 m d'altitude dans les monts Nipe-Sagua-Baracoa.

## Description

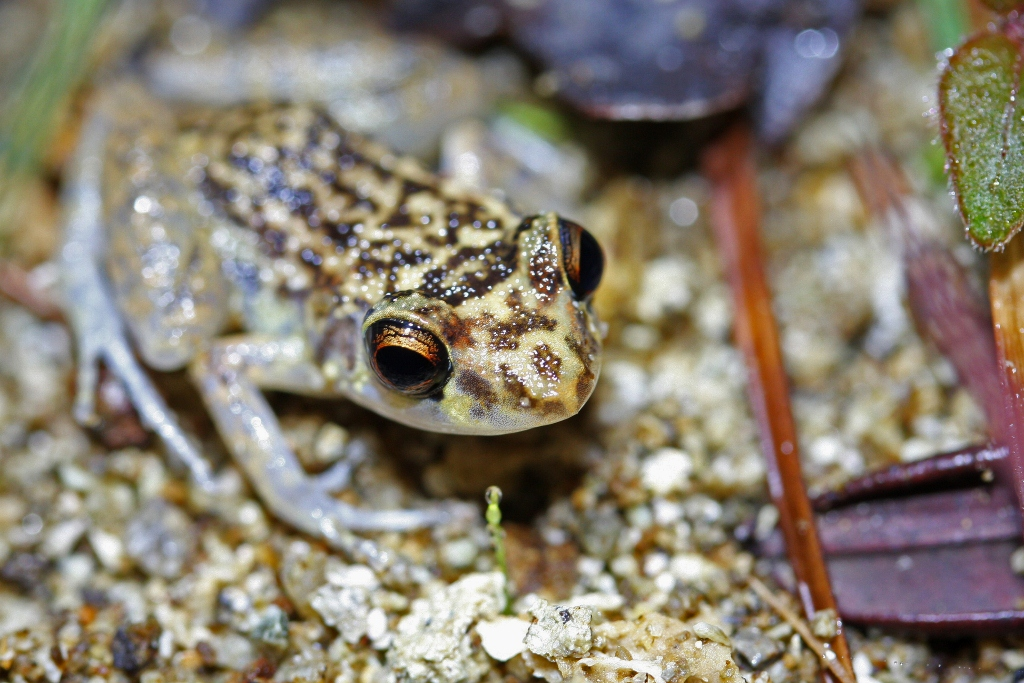
Eleutherodactylus simulans

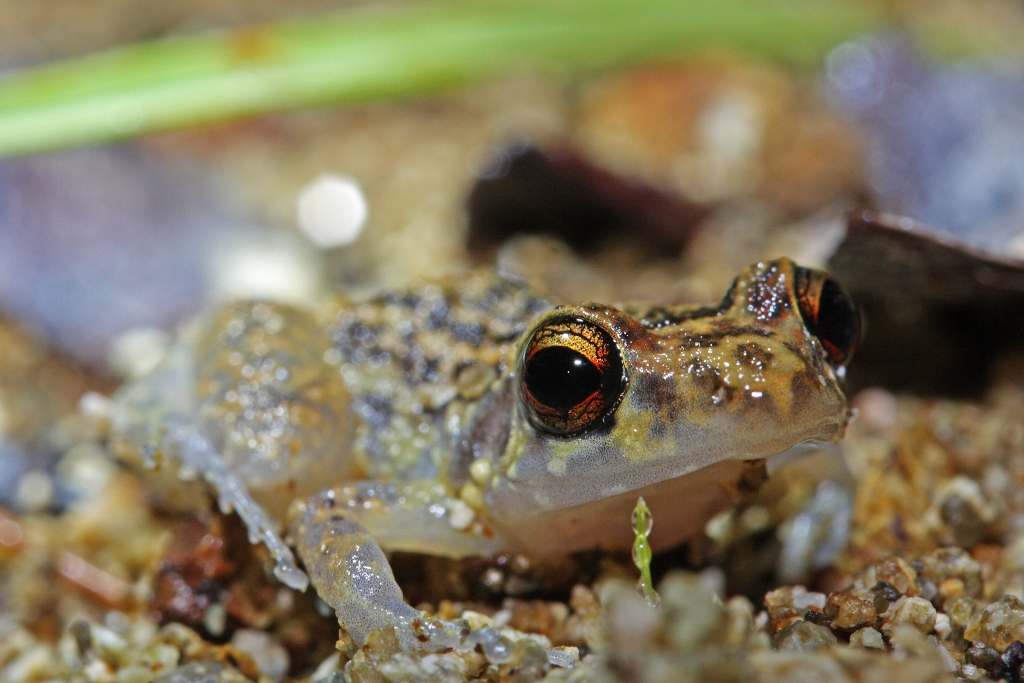
Eleutherodactylus simulans

Les mâles mesurent jusqu'à 17,5 mm et les femelles jusqu'à 23,9 mm.

## Publication originale
- Díaz & Fong, 2001 : A new mottled frog of the genus Eleutherodactylus (Anura: Leptodactylidae) from eastern Cuba. Solenodon Revista Cubana de Taxonomía Zoológica, vol. 1, p. 76-84 (texte intégral).